# 4131 Stasik
A 4131 Stasik (ideiglenes jelöléssel 1988 DR4) a Naprendszer kisbolygóövében található aszteroida. A. J. Noymer fedezte fel 1988. február 23-án.